# Royal Viking Line
Die Royal Viking Line war eine US-amerikanische Reederei, die von 1972 bis zu ihrer Auflösung im Jahr 1998 mehrere Kreuzfahrtschiffe betrieb.

## Geschichte

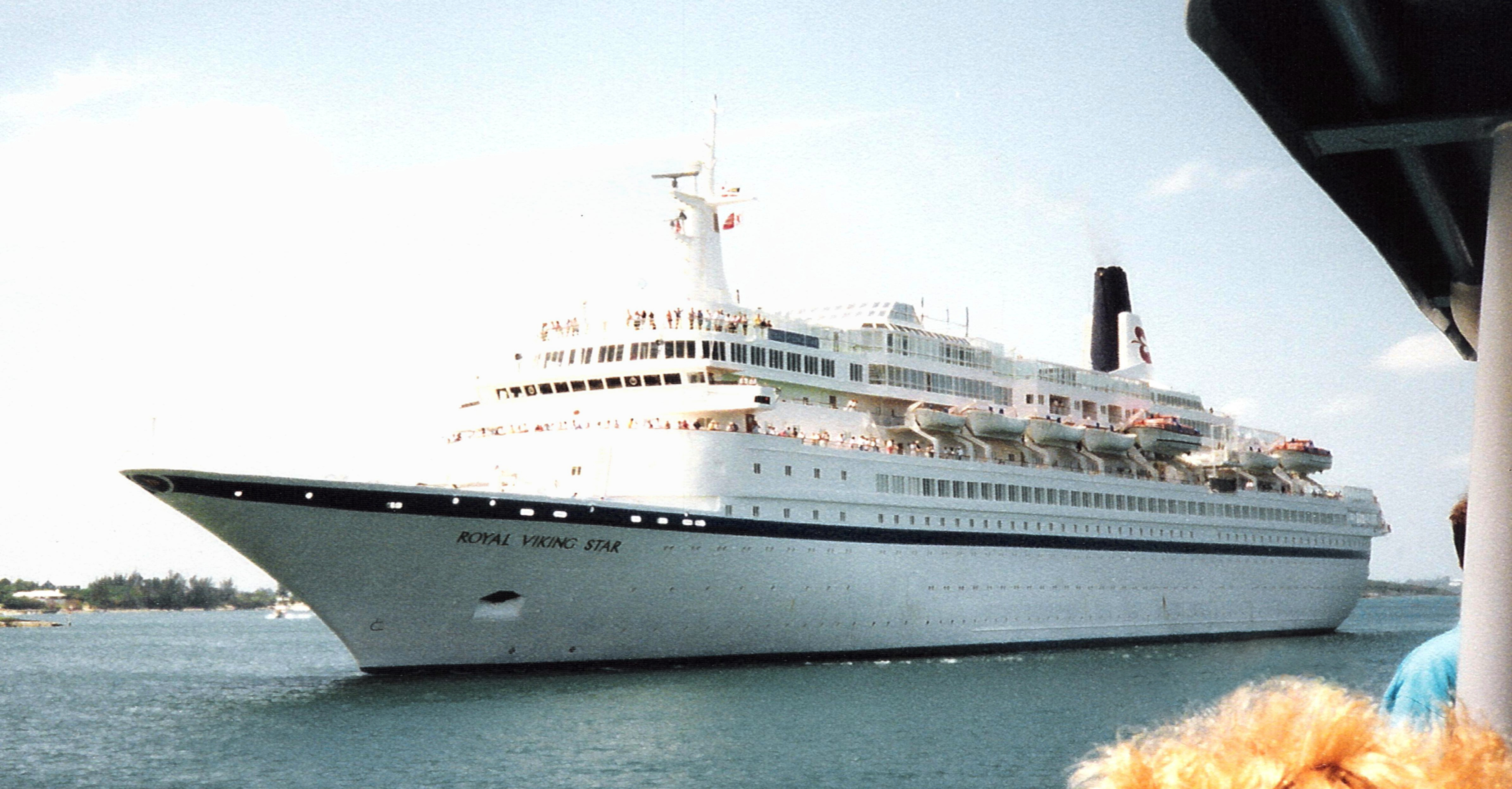
Die Royal Viking Star, das erste Schiff der Reederei

Die Royal Viking Line wurde 1972 von Warren Titus in San Francisco gegründet. In der finnischen Werft Wärtsilä wurden drei Neubauten in Auftrag gegeben, von denen jeder einem anderen Investor der Reederei gehören sollte. Als erstes wurde 1972 die Royal Viking Star abgeliefert, welche der Det Bergenske Dampskibsselskab übertragen wurde. 1973 folgten die Royal Viking Sky und die Royal Viking Sea, die ebenfalls anderen Unternehmen gehörten und von der Royal Viking Line lediglich bereedert wurden. Die drei Schwesterschiffe wurden fortan unter norwegischer Flagge betrieben und für weltweite Kreuzfahrten eingesetzt.
Nachdem sich ihr Betrieb als rentabel herausgestellt hatte, wurden die drei Schiffe nacheinander in den Jahren 1981 bis 1983 bei der AG Weser in Bremerhaven um mehr als zwanzig Meter verlängert, was ihre Kapazität um 200 Passagiere erhöhte. 1984 beschlossen die Investoren den Verkauf der Reederei an die Norwegian Cruise Line. Unter dem neuen Eigner wurde mit der 1988 abgelieferten Royal Viking Sun ein weiterer Neubau in Auftrag gegeben. Ihr folgte 1992 die weitaus kleinere Royal Viking Queen, die ein yachtähnliches Aussehen besaß und baugleich mit zwei weiteren Schiffen der Seabourn Cruise Line war, welche ebenfalls von Warren Titus geleitet wurde.
1991 wurden die drei ersten Schiffe der Reederei innerhalb der Norwegian Cruise Line weiterverkauft, wodurch die Flotte der Royal Viking Line schrumpfte. Nach finanziellen Schwierigkeiten trennte sich der Mutterkonzern 1994 von dem angeschlagenen Unternehmen. Die Royal Viking Queen wurde als Queen Odyssey an die Royal Cruise Line verkauft und die Royal Viking Sun unter der Marke Royal Viking von der Cunard Line weiter betrieben. Nach vier Jahren fusionierte die Royal Viking Line 1998 mit der Seabourn Cruise Line und wurde anschließend aufgelöst.

## Schiffe
| Jahr | Name               | Tonnage               | Werft                         | Status/Schicksal                                               |
| 1972 | Royal Viking Star  | 21.847 BRT 28.613 BRT | Wärtsilä, Helsinki            | 1991 verkauft, 2022 in Alang verschrottet                      |
| 1973 | Royal Viking Sky   | 21.891 BRT 28.551 BRT | Wärtsilä, Helsinki            | 1991 verkauft, 2021 in Aliağa verschrottet                     |
| 1973 | Royal Viking Sea   | 20.018 BRT 28.518 BRZ | Wärtsilä, Helsinki            | 1991 verkauft, 2021 in Alang verschrottet                      |
| 1988 | Royal Viking Sun   | 37.842 BRT            | Wärtsilä, Åbo                 | 1994 verkauft, seit 2019 als Amera für Phoenix Reisen in Fahrt |
| 1992 | Royal Viking Queen | 9.961 BRT             | Schichau Seebeck, Bremerhaven | 1995 verkauft, als Star Legend für Windstar Cruises in Fahrt   |